# Tropidolaemus huttoni
Tropidolaemus huttoni är en ormart som beskrevs av Smith 1949. Tropidolaemus huttoni ingår i släktet Tropidolaemus och familjen huggormar. Inga underarter finns listade i Catalogue of Life.
Arten förekommer i södra Indien.